# 関谷醸造

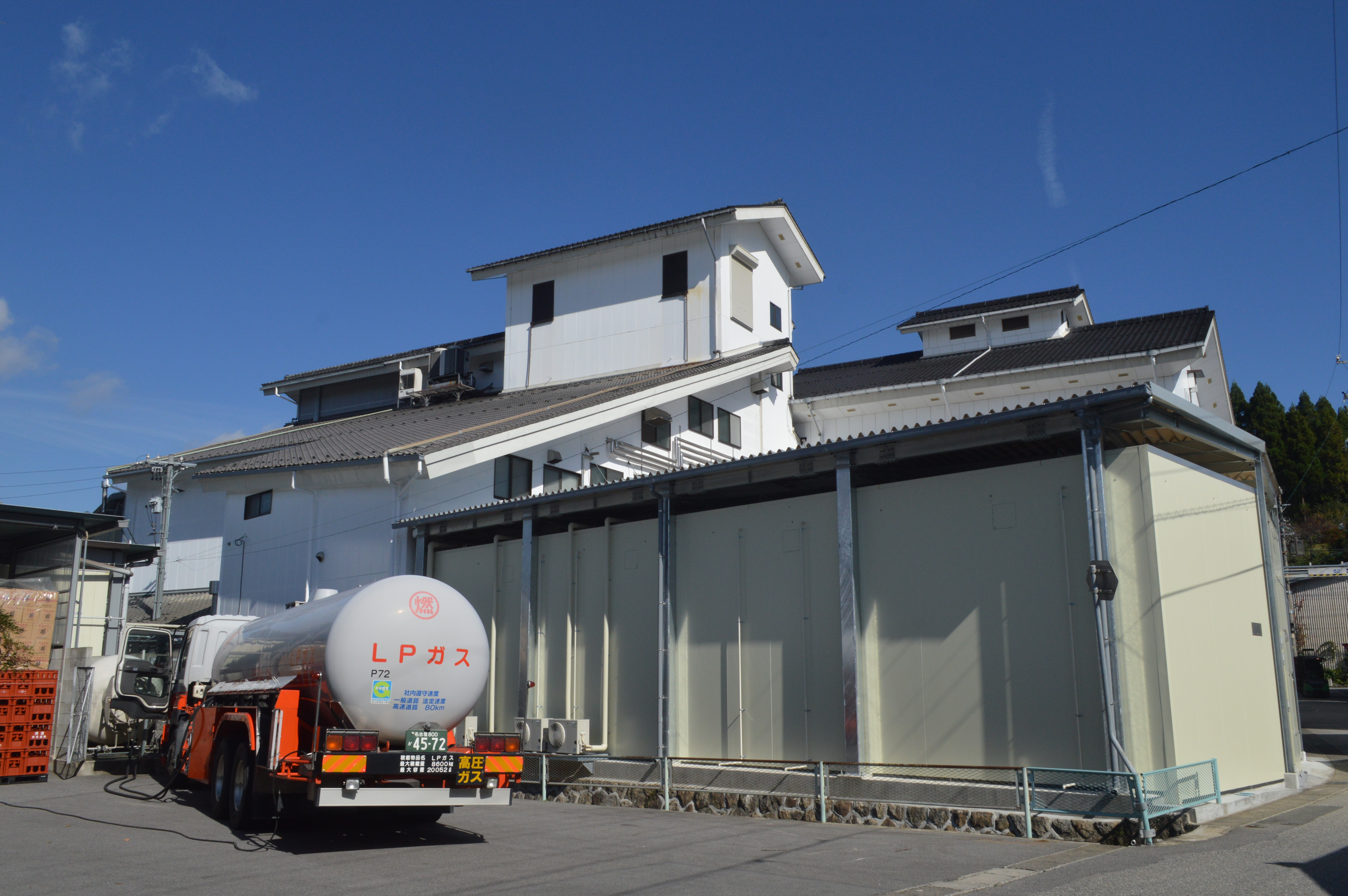
関谷醸造の蔵

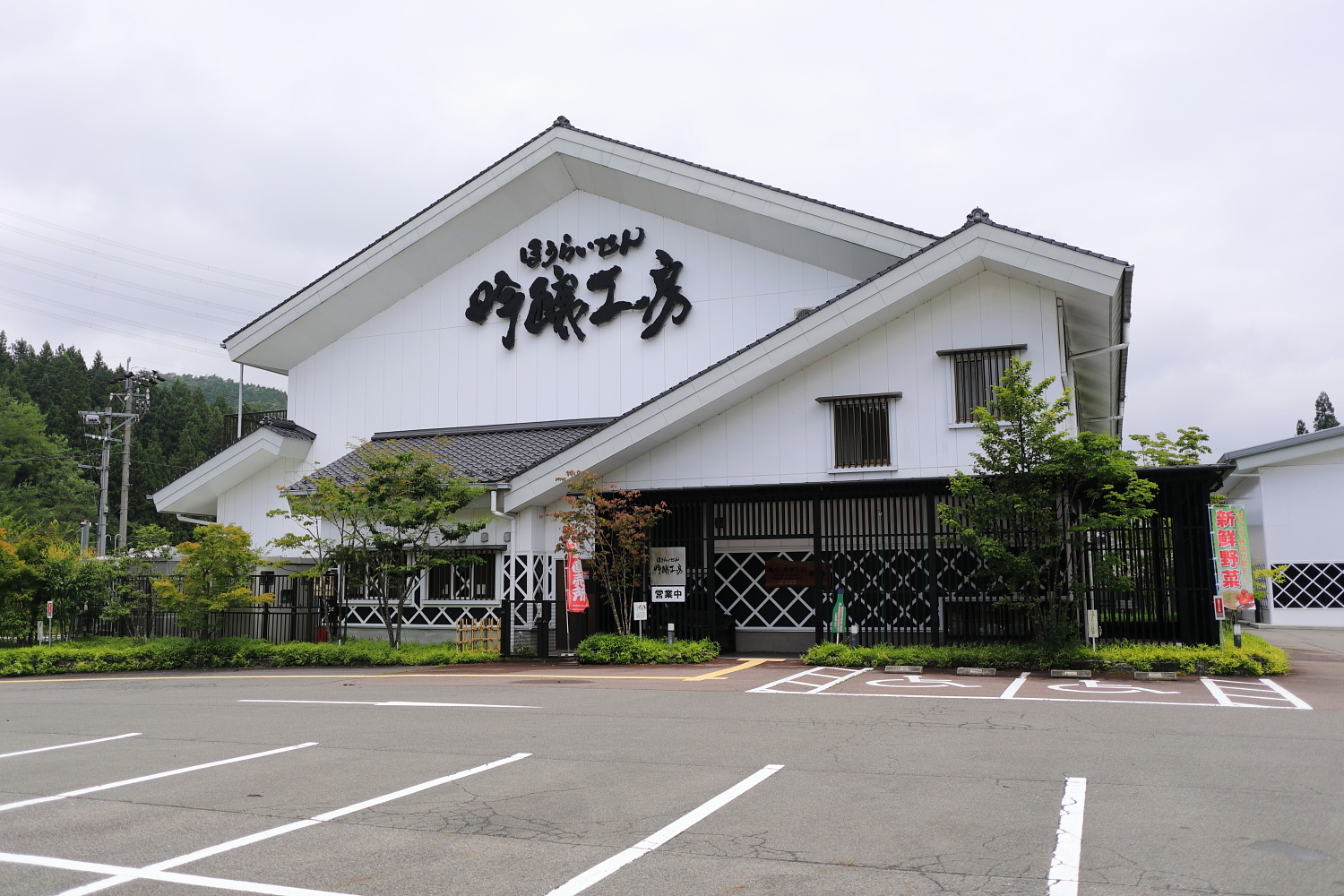
ほうらいせん吟醸工房
（豊田市黒田町、2019年（令和元年）8月）

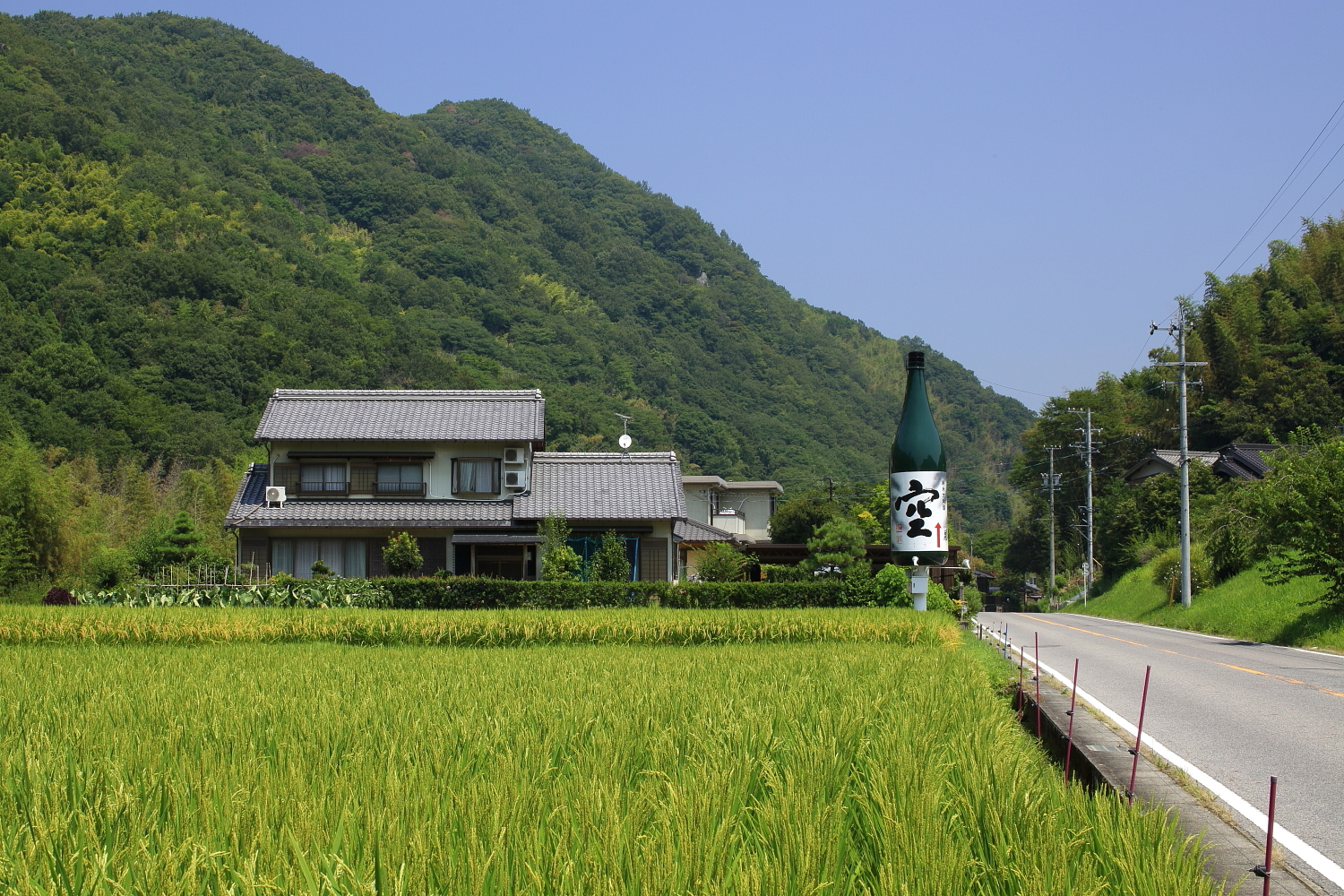
「純米大吟醸 空」の広告塔
（豊田市石楠町、2013年（平成25年）8月）

関谷醸造株式会社（せきやじょうぞう、英: Sekiya brewerly co.,ltd）は、愛知県北設楽郡設楽町に本社を置く日本酒の製造会社である。代表銘柄は「蓬莱泉」や「明眸」。

## 歴史
- 1864年（元治元年） - 創業。庄屋の関谷武左衛門が酒造りを始めた。
- 1989年（平成元年） - 全国新酒鑑評会で金賞受賞。
- 1997年（平成9年） - 全国新酒鑑評会で金賞受賞。
- 2004年（平成16年） - 東加茂郡稲武町（現在は豊田市）に少量多品種の製造や酒造体験などができる「ほうらいせん 吟醸工房」を開設。
- 2004年（平成16年）7月1日 - 中部電力所有の奥矢作第一発電所構内トンネル内の一部（60m3）を借用し、「吟醸工房」で醸造される酒類の貯蔵、熟成に使用している。トンネル内は、一年を通じて冷暗で、温度は12度前後で変化も少ないため、貯蔵、熟成に適している。実際に稼働している水力発電設備の構内トンネル内スペースの貸付は、電力業界として初である。
- 2007年（平成19年） - 酒米の自社栽培を開始し、2018年（平成30年）には24ヘクタールの水田で作付けしている。
- 2013年（平成25年） - 名古屋市西区那古野にSAKE BAR 圓谷を開店。
- 2017年（平成25年） - 全国新酒鑑評会で金賞受賞。

## 銘柄

### 『蓬莱泉』
純米大吟醸
- 摩訶
- 吟
- 空
- 美
- 春のことぶれ
- はつなつの風
- 花野の賦

大吟醸
- 朋

純米吟醸
- 夢山水
- 和

特別純米
- 可。
- 夢筺
- しぼりたて

その他
- 酒蔵の詩
- 生酒
- 醁
- 人生感意気
- 蓬莱泉

### 『明眸』
- 純米大吟醸
- 織部
- 純米造り
- 夢式部
- 風式部
- 志野
- 夜半の月

### 焼酎・リキュール
- 吟乃精
- 自家製焼酎でつくった梅酒
- 完熟梅でつくった梅酒
- ブルーベリーのお酒

## 会社概要
- 本社：愛知県北設楽郡設楽町田口字町浦22番地

「吟」および「空」の予約を受け付けている。
- 稲武工場（吟醸工房）：愛知県豊田市黒田町南水別713番地（旧・東加茂郡稲武町）

酒造りの体験、見学ツアーを催す。日本酒の量り売りも行っている。
- SAKE BAR 圓谷：愛知県名古屋市西区那古野1-37-17

堀川沿いにある関谷醸造が運営する日本酒レストラン。
- ほうらいせん酒らぼ：愛知県北設楽郡設楽町清崎字中田17番地7

道の駅したら内にある関谷醸造が運営する日本酒造りを体験場所、ほか甘酒教室、ワークショップなど
- 糀MARUTANI：愛知県名古屋市中区丸の内3-18-13先

RAYARD Hisaya-odori Park（レイヤード ヒサヤ大オオドオリパーク）にある関谷醸造が運営する日本酒ダイニングバー。